# آبشار وانون
آبشار وانون (به انگلیسی: Wannon Falls) آبشاری است که در استرالیا واقع شده و ارتفاع کلی ریزشگاه آن ۳۰ متر (۹۸ فوت) است.